# Machos (série télévisée, 2003)
Cet article concerne la série télévisée chilienne. Pour la série télévisée mexicaine, voir Machos (série télévisée, 2005).
Machos, est une telenovela chilienne diffusée en Mars-Octobre 2003 par Canal 13.

## Distribution
- Héctor Noguera - Ángel Mercader
- Liliana Ross - Valentina Fernández
- Cristián Campos - Alonso Mercader
- Carolina Arregui - Sonia Trujillo
- Rodrigo Bastidas - Armando Mercader
- Felipe Braun - Ariel Mercader
- Jorge Zabaleta - Álex Mercader
- Gonzalo Valenzuela - Adán Mercader
- Diego Muñoz - Amaro Mercader
- Pablo Díaz - Antonio Mercader
- María Elena Swett - Fernanda Garrido
- María José Prieto - Mónica Salazar
- Viviana Rodríguez - Consuelo Valdés
- Maricarmen Arrigorriaga - Estela Salazar
- Adriana Vacarezza - Isabel Füller
- Alejandro Castillo - Fanor Cruchaga
- Solange Lackington - Josefina Urrutia
- Ingrid Cruz - Belén Cruchaga
- Juan Pablo Bastidas - Benjamín Cruchaga
- Berta Lasala - Pilar Ponce
- Aranzazú Yankovic - Úrsula Villavicencio
- Teresita Reyes - Imelda Robles
- Mariana Loyola - Soraya Salcedo
- Renato Münster - Pedro Pablo Estévez
- Marcela Medel - Clemencia Ríos
- María Elena Duvauchelle - Bernarda Bravo
- Carolina Varleta - Kiara Salazar
- Lorena Capetillo - Madonna Ríos
- Sergio Silva - Lucas Farfán
- Teresa Munchmeyer - Tante Chita
- José Jiménez - Andrés Mercader
- Sebastián Arancibia - Nicolás Ponce
- Cristián Guzmán - Gustavo Heredia
- Macarena Teke - Manuela Silva
- Felipe Hurtado - Ignacio Ossa
- Paulina de la Paz - Cachorra González
- Leonardo Álvarez - Bernales
- Constanza González - Cristina
- Rosa Ramírez - Jacinta
- Nelly Meruane - Mirna Robles
- Fernando Gómez-Rovira - René Sandoval
- Emilio García - Sammy

Distribution de la deuxième saison
- Elvira López - Alicia Mercader
- Catherine Mazoyer - Abogada de Álex
- Alejandro Trejo - Víctor Benavides
- Pedro Vicuña - Carlos Garrido
- Coca Rudolphy - Ema Salinas de Garrido
- Remigio Remedy - Raimundo Fernández
- Pamela Villalba - Tatiana Romero
- Óscar Garcés - Chino Heredia
- Sebastian Dahm - Javier
- Ruben Darío Guevara - Joaquín Fernández
- Francisca Márquez - Clarita
- Antonella Ríos - Yoly Salcedo
- Arturo Ruiz-Tagle - Mauro
- Patricia Irribarra - Poitrine de Soraya
- Sergio Gajardo - Pape de Soraya
- Clara Brevis - Tante de Soraya

## Diffusion internationale
- Canal 13 (2003) / Rec TV (2014)
- América TV
- Bolivision
- BNTV
- RTL Televizija
- Repretel
- Teleamazonas
- Canal 12
- La 1
- VIVA
- LNK
- Televisora Nacional
- Telemundo
- Domashniy
- BKTV
- Saeta TV Canal 10
- RCTV

## Versions
- Machos (2005), produit par TV Azteca.